# Stadt- und Landesbibliothek Potsdam
Die Stadt- und Landesbibliothek Potsdam (SLB) ist eine der größten öffentlichen Bibliotheken im Land Brandenburg. Sie hat ihren Sitz im Bildungsforum der Landeshauptstadt Potsdam, gemeinsam mit der Volkshochschule Potsdam und der Wissenschaftsetage. Die SLB umfasst einen Bestand von über 600.000 Medien, die auf zwei Zweigbibliotheken und eine Hauptbibliothek verteilt sind. Seit ihrer Wiedereröffnung 2013 bietet sie einen barrierefreien Zugang zum Freihandbereich und den Spezialsammlungen sowie vielfältige Möglichkeiten zur Nutzung des Internets.

## Geschichte

### Die Anfänge
Die Stadtbibliothek wurde 1874 als Volksbücherei gegründet und entstand somit knapp 50 Jahre vor der Landesbibliothek, welche 1922 als wissenschaftliche Zentralbücherei der Provinzialverwaltung Brandenburg in Berlin errichtet wurde. Jedoch erfolgte im Jahre 1939 eine Verlegung einiger Teile der Brandenburgischen Landesbücherei nach Potsdam, welche von nun an auch mit der Sicherung der Bestände sowie der Verbesserung des Schutzes der Bücher beauftragt wurde. Darüber hinaus wurden alle Verleger verpflichtet, je ein Exemplar sämtlicher in ihren Verlagen erscheinenden Bücher und sonstigen Druckmaterials als Belegexemplar (Pflichtexemplar) abzuliefern. Somit wurde bereits zu diesem Zeitpunkt das gesamte landeskundliche Schrifttum zum Sammelgebiet der Bibliothek.

### Die Stadtbibliothek in den Jahren 1945 bis 1968
Beim Luftangriff auf Potsdam am 14. April 1945 wurde die Städtische Volksbücherei völlig zerstört, lediglich die Musikbücherei blieb unbeschädigt. Das brachte den Betrieb jedoch nicht zum Erliegen.
Im Jahre 1954 wurde aus der Städtischen Volksbücherei die Stadt- und Bezirksbibliothek Potsdam (SBB).
Ab Herbst 1962 wurde in der Hauptbibliothek die Freihandaufstellung verwendet, deren Bestände nach der Systematik für die allgemeinbildenden Bibliotheken aufgestellt waren. Außerdem erfolgt der Aufbau eines vielseitigen Katalogwerkes. Zwei Jahre später erhielten alle Einrichtungen der SBB die Freihandaufstellung. Des Weiteren begann die Bibliothek 1964, zahlreiche Bibliographien, Auswahlkataloge und Literaturverzeichnisse herauszugeben.

### Die Landesbibliothek in den Jahren 1945 bis 1968
Nachdem im März 1948 die Brandenburgische Landeshochschule gegründet worden war, dauerte es nicht lange, bis die Landesbibliothek die Funktion der Hochschulbibliothek übertragen bekam, somit wurde sie zur Brandenburgischen Landes- und Hochschulbibliothek (LHB). Ein Jahr später übernahm die LHB die Organisation des zentralen Leihverkehrs im Land Brandenburg, welche bald Anschluss an den Leihverkehr der deutschen Bibliotheken erhielt.

### Die Wissenschaftliche Allgemeinbibliothek des Bezirkes Potsdam

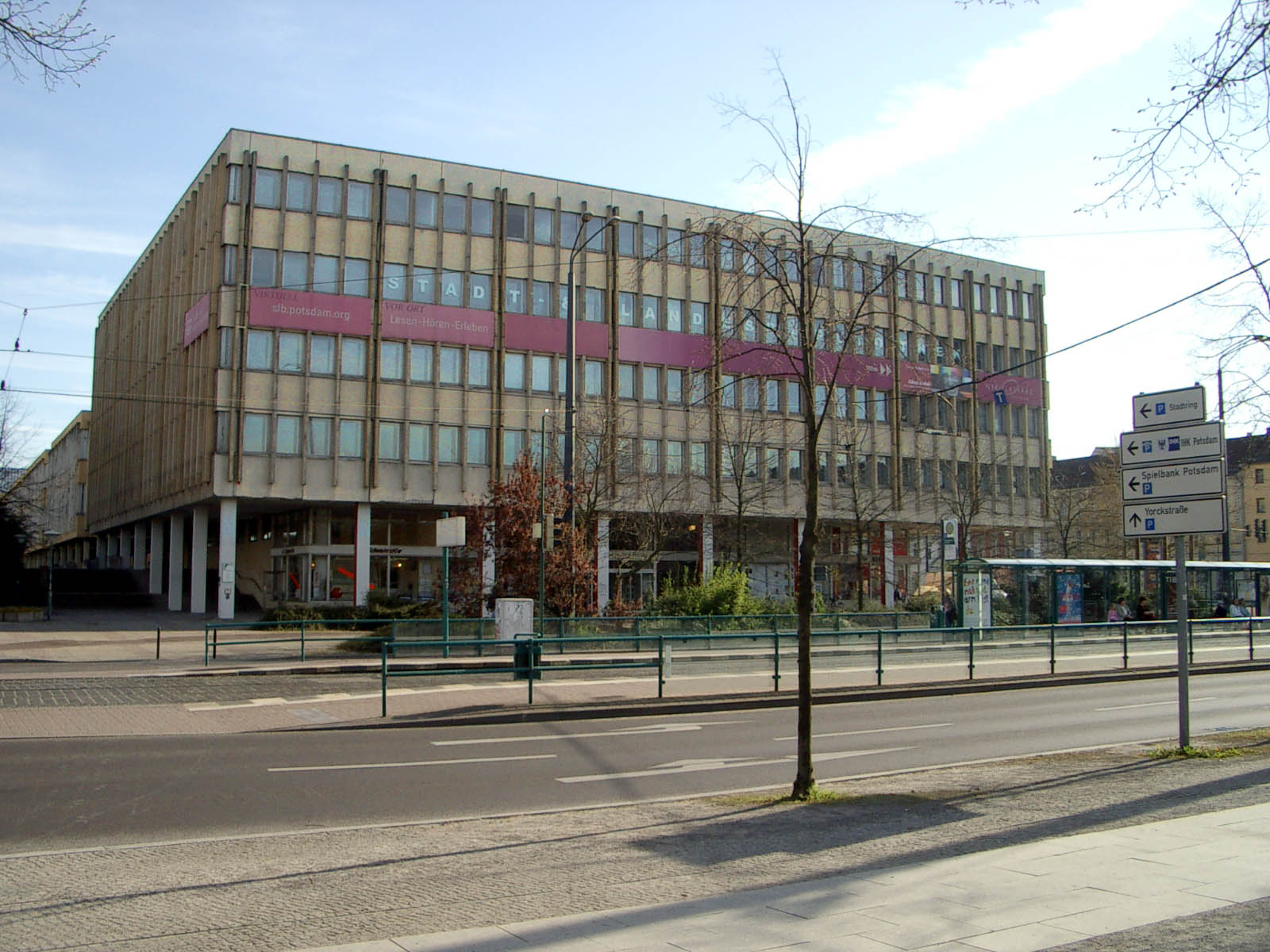
Zustand des Gebäudes im Jahr 2007 vor dem Umbau, Nordseite am Platz der Einheit. Das purpurfarbene Band ist eine nachträgliche Ergänzung aus den 2000er Jahren.

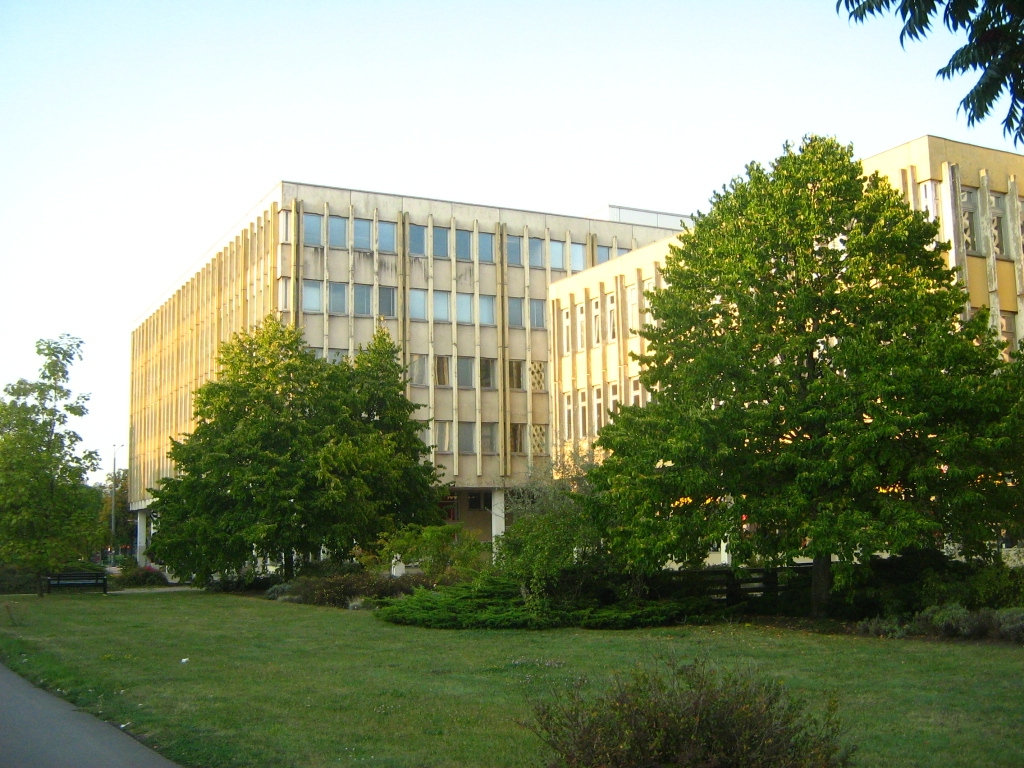
Blick von Südwesten im Jahr 2009. Links die Bibliothek, rechts ein Trakt des ehemaligen Ifl.

Im Erlass des Ministerrates der DDR von 1968 wurde die Einrichtung Wissenschaftlicher Allgemeinbibliotheken, kurz WAB(B), in allen Bezirken empfohlen. Daraufhin wurde am 1. Januar 1969 die Wissenschaftliche Allgemeinbibliothek des Bezirkes Potsdam gegründet. Sie sollte die Literaturversorgung der Bevölkerung durch die Sammlung und Bereitstellung von wissenschaftlicher Literatur, Spezialliteratur, allgemeinbildender Literatur, schöngeistiger Literatur, Kinder- und Jugendliteratur sowie Tonträgern sichern.
Von 1970 bis 1974 wurde an der Südseite Platzes der Einheit von einem Architektenkollektiv unter Sepp Weber ein Neubau neben dem zeitgleich gebauten Institut für Lehrerbildung (IfL) errichtet. Beide Gebäude bildeten durch eine nahezu identische Fassadengestaltung äußerlich eine Einheit. Die Eröffnung des Bibliotheksgebäudes erfolgte am 5. Oktober 1974.
Im Jahre 1979 begannen die Umsystematisierung der Freihandbestände nach der neuen verbindlichen Klassifikation für Allgemeinbibliotheken (KAB), welche bis heute in der SLB angewandt wird.

### Stadt- und Landesbibliothek Potsdam
Am 2. November 1992 wurde die Vereinbarung zum Betrieb der Stadt- und Landesbibliothek Potsdam durch den Oberbürgermeister der Landeshauptstadt Potsdam und den Minister für Wissenschaft, Forschung und Kultur des Landes Brandenburg unterschrieben.
1994 begann man mit der elektronischen Katalogisierung, woraufhin ein Jahr später der elektronische Katalog Online Public Access Catalogue (OPAC) eingeführt wurde.
Im Jahr 2013 wurde das sanierte und umgebaute Gebäude an gleicher Stelle eröffnet.

## Bestand

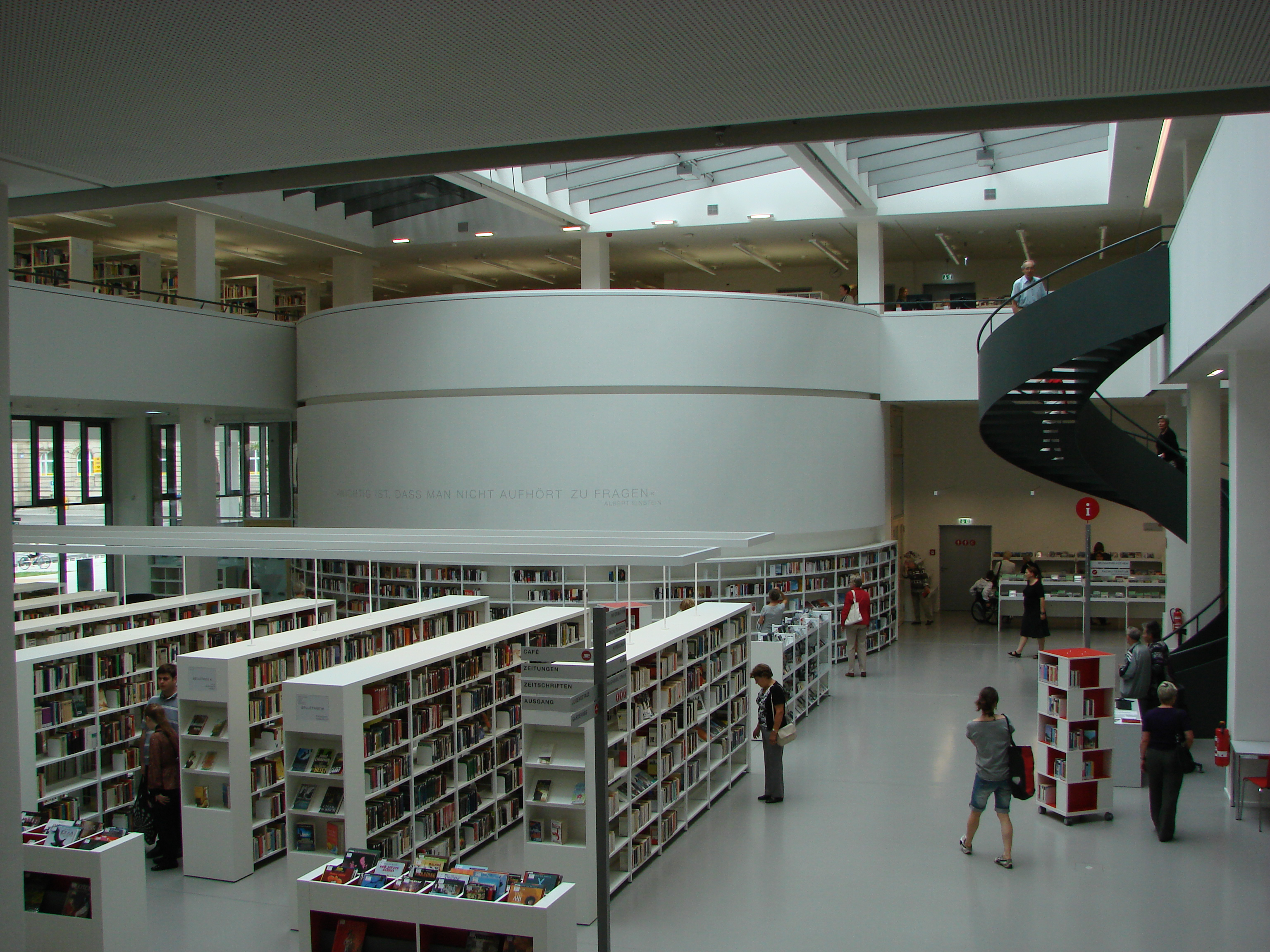
Blick in den Freihandbereich im Erdgeschoss

Der Bestand umfasst ca. 600.000 Medien, die sich aus wissenschaftlicher Literatur und Fachliteratur, deutsch- und fremdsprachiger Belletristik, Kinder- und Jugendliteratur, aber auch Zeitungen und Zeitschriften, AV-Medien, Musikalien sowie Originalgraphiken und Gemäldereproduktionen zusammensetzen. Ein Teil der Medien kann für Schüler in thematisch aufbereiteten Bücherkisten ausgeliehen werden. Darüber hinaus verfügt die Bibliothek über eine Artothek und eine Musikbibliothek. Die Artothek umfasst etwa 500 Originale (Aquarelle, Gouachen und Grafiken) und Reproduktionen von bekannten, vorwiegend brandenburgischen Künstlern des 20. Jahrhunderts sowie etwa 300 Reproduktionen alter Meister. Die Musikbibliothek umfasst neben Musikliteratur und Musikdrucke (Noten) auch Tonträger aller Genres, Videos, CD-ROMs und Zeitschriften. Darüber hinaus gibt es Literatur über Musikeinrichtungen, Musikgeschichte, Musiktheorie, Musikstätten, Chöre, Orchester, Instrumente, Komponisten und Interpreten.

## Sammlungen

### Brandenburgica
Die „Brandenburgica“ ist eine Sammlung der Veröffentlichungen über das Land Brandenburg sowie aus Brandenburg. Aber auch Darstellungen zu Persönlichkeiten, die im Verlauf ihres Lebens und ihrer Tätigkeit mit dem Land verbunden waren, werden berücksichtigt. Somit ist sie die bedeutende Sammlung zur Geschichte Brandenburgs, aber gleichzeitig auch universal.
Bereits im Jahre 1922 wurden die ersten Sammeltätigkeiten für diese Sammlung durchgeführt. Nach dem Zweiten Weltkrieg begann jedoch eine Phase des Wiederaufbaus und Konsolidierung dieser Sammlung, die seit 1956 den Namen „Brandenburgica“ trägt.
Der Bestand ist einerseits in den entleihbaren Freihandbestand und in den zur Präsenznutzung vorgesehenen Studien- und Magazinbestand, welcher den größten Teil ausmacht, einzuteilen. Letzterer ist insbesondere durch die Sammlung und Archivierung von Pflichtexemplaren (aufgrund der Bestimmungen des Brandenburgischen Landespressegesetzes und nachfolgender Rechtsverordnungen), aber auch durch die Archivierung gekaufter Medien von besonderer Bedeutung. Zu den ca. 55.000 Medieneinheiten zählen auch die wichtigsten Quellen zur Landesgeschichte (mit wertvollen und seltenen Ausgaben ab dem 16. Jahrhundert), aber auch andere Monographien und
Periodika sowie Mikroformen, Karten, Videos, Dias und CD-ROMs werden hier archiviert und laufend ergänzt.
Darüber hinaus wird der Bestand durch Sammlungen, wie die regionalgeschichtliche Literatursammlung der Rudolf-Schmidt-Bibliothek (ca. 7.000 Bände) und Nachlässe, zu denen die rekonstruierte und aufgearbeitete Potsdamer Kartographie aus den Jahren 1317 bis 1988 von Hermann Fellien und der Nachlass des bedeutenden Potsdamer Denkmalpflegers und Heimatforschers Friedrich Mielke gehören, ergänzt.
Seit 1992 kann die Bibliothek außerdem das älteste gedruckte Buch des Landes Brandenburg, den Marienpsalter von Zinna, zu ihrem Bestand zählen. Es ist als Dauerleihgabe im Haus der Brandenburgisch-Preußischen Geschichte in Potsdam ausgestellt.

### Gottfried-Benn-Sammlung

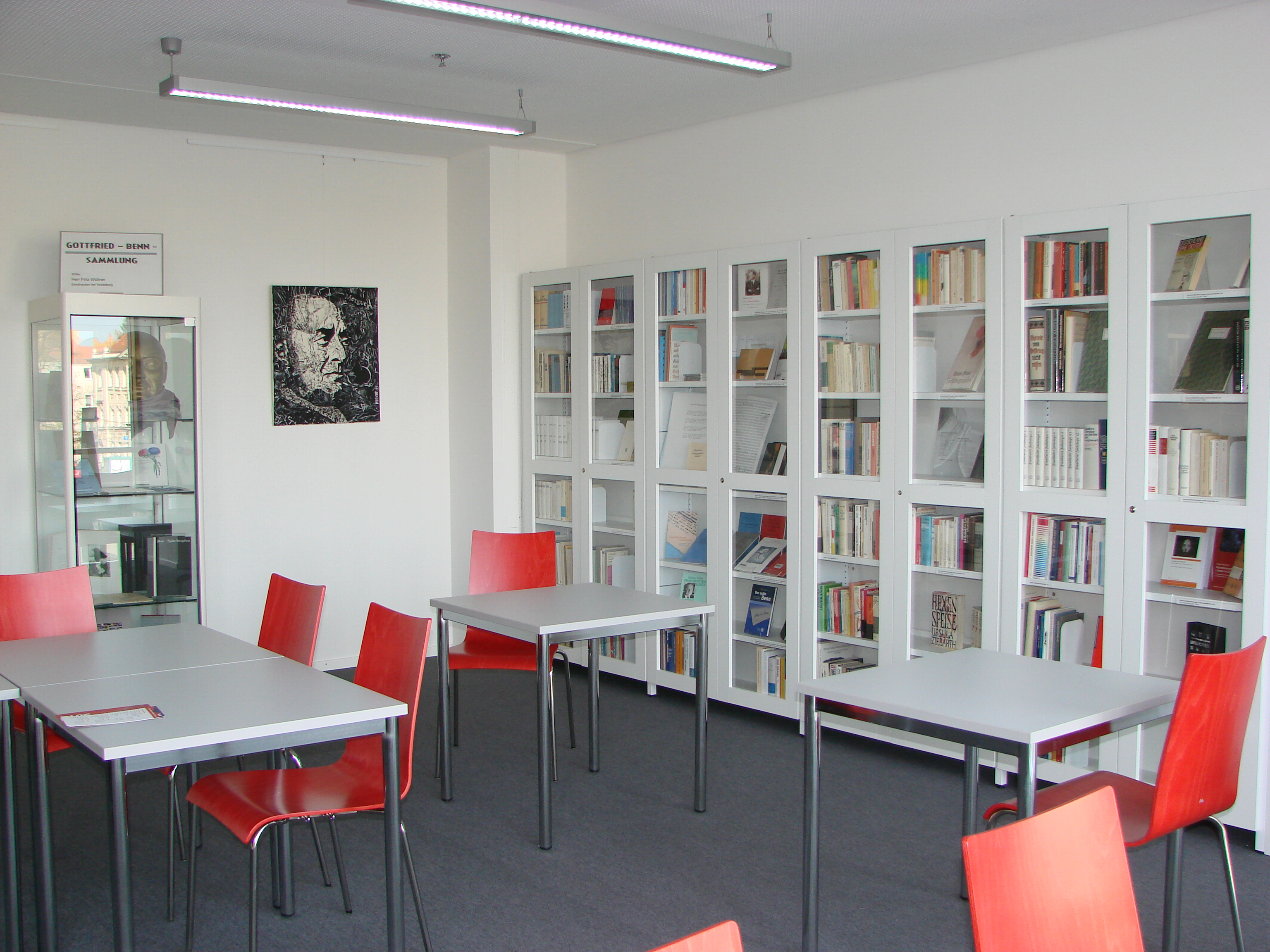
Sammlung Gottfried Benn in der SLB

Im Jahre 1994 erhielt die SLB Potsdam von Herrn Fritz Wüllner seine in privater Sammeltätigkeit zusammengestellte Gottfried-Benn-Sammlung als Schenkung. Es handelt sich hierbei um die zweitgrößte Gottfried-Benn-Sammlung Deutschlands. Sie umfasst einerseits Bücher von und über Gottfried Benn, aber auch Jahresmappen, Sondermappen zum Thema Kunst und Musik in Verbindung zu Benn, Plakate, Bilder sowie Schallplatten, Kassetten und eine Fotosammlung.

### Walter Boehlich Nachlassbibliothek
Seit 2013 wird von der SLB in Kooperation mit dem Moses Mendelssohn Zentrum für europäisch-jüdische Studien die Nachlassbibliothek von Walter Boehlich mit über 12.000 Bänden verwaltet und ist für die Öffentlichkeit frei zugänglich.

### Historische Buchbestände
Die Grundlage für den heutigen historischen Buchbestand bildete die Büchersammlung der Brandenburgischen Landesbücherei. Diese wurden durch Bestände unterschiedlicher Herkunft, wie z. B. die ehemalige Gräflich zu Lynarsche Fidei-Kommiß-Bibliothek ergänzt. Es handelt sich um den umfangreichsten historischen Universalbestand im Land Brandenburg. Die Werke stammen aus der Zeit seit Beginn des Buchdrucks bis zum Ende des 19. Jahrhunderts. Dazu gehören Zeitungen und Zeitschriften, Kalender, Atlanten und Karten sowie bedeutende Lexika wie die Encyclopédie von Diderot (1751 bis 1780). Insgesamt umfasst dieser Bestand etwa 28.000 Bände.

### Brandenburgische Bibliographie
Die Brandenburgische Bibliographie verzeichnet Literatur und andere Medien (Karten, CD-ROM, Videos und andere), die sich inhaltlich mit dem Land Brandenburg beschäftigen, und ist seit 1999 online verfügbar. Sie enthält sowohl landeskundliche Monographien wie auch Aufsätze, die in Zeitschriften, Zeitungen, Heimatkalendern und Jahrbüchern erschienen sind. Erfasst sind Titel ab dem Erscheinungsjahr 1995 und Nachträge aus früheren Jahren. Es werden hauptsächlich Titel aus der SLB Potsdam verzeichnet. Die Titel sind in der Regel mit den Signaturen der SLB Potsdam versehen und können, soweit die Benutzungsbedingungen eine Ausleihe zulassen, über den Leihverkehr bestellt werden.
Der Nachweis der brandenburgischen Titel bis etwa zum Erscheinungsjahr 1993/1994 befindet sich in einem konventionellen Zettelkatalog, dem Sonderkatalog Brandenburgica. Dieser Zettelkatalog ist eingescannt worden und kann nun als Imagekatalog Brandenburgica recherchiert werden. Allerdings ist er noch nicht im vollen Umfang verfügbar, da er sich noch in der Bearbeitung befindet.

## Standorte
- Hauptbibliothek im Bildungsforum Potsdam, Am Kanal 47, 14467 Potsdam
- Kinderwelt und YU↑ – die Jugendetage in der Hauptbibliothek
- Zweigbibliothek Am Stern, Johannes-Kepler-Platz 1, 14480 Potsdam
- Zweigbibliothek Waldstadt, Saarmunder Str. 44, 14478 Potsdam